# Guigó de Forcalquier
Guigó I d'Urgell i de Forcalquier, mort el 1149, va ser comte de Forcalquier de 1129 a 1149. Era fill de Guillem III d'Urgell i de Forcalquier i de Garsenda d'Albon.
No tenia més de cinc anys a la mort del seu pare, el qual al seu torn havia succeït a la seva pròpia mare, Adelaida de Provença (Guillem només va governar sol uns mesos des de la mort de la seva mare, ja que va morir al mateix any, però en vida de la seva mare ja tenia àmplia autoritat). La situació del comtat de Forcalquier era llavors molt delicada: el territori de Provença, que era abans possessió indivisa entre els comtes Alfons Jordà de Tolosa, Ramon Berenguer III de Barcelona i Adelaida, havia estat partit el 1125 entre els dos primers sense tenir en compte els drets d'Adelaida. Aquesta última havia aprofitat l'absència del comte de Tolosa per dominar una porció de territori al voltant d'Avignon i de Forcalquier, però la seva mort, seguida de la del seu fill als pocs mesos, portava un infant al capdavant del comtat de Forcalquier. L'existència fins i tot d'aquest comtat podia ser qüestionada. Però va ser sostingut pel seu avi matern Guigó III el Jove, comte d'Albon, Grenoble i Viena, fins a la seva mort el 1133, i després pel seu oncle Guigó IV del Vienès primer delfí del Vienès, amb l'ajut dels quals va aconseguir fer-se reconèixer i fer acceptar l'existència del comtat de Forcalquier pel comte de Tolosa (titulat marquès de Provença)
D'una esposa de la qual la història no ha conservat el nom, va tenir un fill, Guillem, mort abans d'ell, i va ser el seu germà Bertran (o alternativament la seva descendència) el que el va succeir